# Jílové u Děčína - škola
Jílové u Děčína - škola este o arie protejată (arie specială de conservare — SAC, sit de importanță comunitară — SCI) din Republica Cehă întinsă pe o suprafață de 0,07 ha, integral pe uscat.

## Localizare
Centrul sitului Jílové u Děčína - škola este situat la coordonatele 50°45′44″N 14°06′18″E / 50.762222°N 14.105°E.

## Înființare
Situl Jílové u Děčína - škola a fost declarat sit de importanță comunitară în aprilie 2005 pentru a proteja 1 specie de animale. Situl a fost protejat și ca arie specială de conservare în iulie 2012.

## Biodiversitate
Situată în ecoregiunea continentală, aria protejată nu include niciun habitat protejat.
La baza desemnării sitului se află o specie protejată de  mamifere: liliac comun (Myotis myotis).